# Urotrygon microphthalmum
Urotrygon microphthalmum, conhecida como Raia redonda do sul é uma espécie de peixe da família Urotrygonidae.
Pode ser encontrada nos seguintes países: Brasil, Guiana Francesa, Guiana, Suriname e Venezuela.
Os seus habitats naturais são: mar aberto e mar costeiro.